# Onthophagus temporalis
Onthophagus temporalis là một loài bọ cánh cứng trong họ Bọ hung (Scarabaeidae).